# Charlotte Dacre
Pour les articles homonymes, voir Dacre.
Charlotte Dacre  (1771 ou 1772 – 7 novembre 1825), est une femme de lettres anglaise, autrice de romans gothiques.
La plupart des références que l'on fait aujourd'hui à elle le sont sous le nom de Charlotte Dacre, mais elle écrit tout d'abord sous le pseudonyme de Rosa Matilda, pour adopter ensuite un second pseudonyme pour désorienter ses critiques. Charlotte Dacre reçoit à sa naissance le nom de Charlotte King, et devient plus tard Mrs Byrne, après son mariage avec Nicholas Byrne.

## Biographie
Charlotte Dacre est l'un des trois enfants légitimes de John King, né Jacob Rey (vers 1753-1824), un usurier juif d'origine portugaise séfarade, qui était également un maître-chanteur et un écrivain politique radical connu dans la société londonienne. En 1784, son père a divorcé de sa mère, Sarah King (née Lara), en vertu de la loi juive, avant de s'installer avec la comtesse douairière de Lanesborough . Dacre avait une sœur nommée Sophia et un frère nommé Charles.
Charlotte Dacre épouse Nicholas Byrne, un veuf, le 1er juillet 1815. Elle a déjà trois enfants avec lui : William Pitt Byrne (né en 1806), Charles (né en 1807) et Mary (née en 1809). Il était rédacteur en chef et futur partenaire du journal londonien The Morning Post où l'auteur Mary Robinson était l'éditeur de poésie et une influence sur une jeune Charlotte Dacre, qui a commencé sa carrière d'écrivain en publiant des poèmes au Morning Post sous le pseudonyme de « Rosa Matilda »

## Travaux
Romancière romanesque, Charlotte Dacre a présenté des héroïnes d’une tout autre manière que la norme du début du XIXe siècle qui exigeait des dames de la bienséance et du bon goût. Son style ressemblait plus à celui des auteurs masculins de son époque, créant des personnages féminins agressifs et souvent physiquement violents, qui manifestent de puissants désirs et ambitions sexuels. Dacre a généralement construit ces comportements féminins hors normes, en réaction aux actions d'autres personnages, ce qui les justifiaient en partie.
Parmi ses quatre romans majeurs, Zofloya est le plus connu  et s'est bien vendu lors de sa sortie en 1806 ; il a été traduit en allemand et en français. Dans cette histoire, un personnage féminin traque, attaque brutalement puis assassine une fille qu'elle considère comme une rivale. Pourtant, malgré la brutalité, l’histoire véhicule un message moral sous-jacent selon lequel les jeunes femmes doivent se méfier des dangers de la luxure. Zofloya reste soumis à la critique, comme la satire publiée dans le Journal Littéraire où Charlotte Dacre est considérée comme atteinte de maladie mentale car les femmes auraient « un esprit plus faible », à cause des scènes de violences à longues durées et son rapport à l'érotisme. Le personnage principal de l'œuvre est également  critiqué car il serait considéré comme l'avatar de Satan. Mais Charlotte Dacre surpasse ces critiques en plaçant Zofloya comme un bestseller de l'époque, où 756 exemplaires sont vendus sur 1 000 édités. Ce roman est également considéré comme un roman gothique présentant une nouvelle forme : un point de vue médical.

## Œuvres marquantes
- Hours of Solitude[6] (poèmes, 1805)
- Confessions of the Nun of St. Omer[7] (1805)
- Zofloya, ou le Maure[8] (Zofloya; or, The Moor, 1806), Paris, Barba, 1812 ;
- Angelo, comte d'Albini, ou Les dangers du vice[8],[9] (The Libertine, 1807), Paris, A. Bertrand, 1816 ;
- The Passions (1811)
- George the Fourth, a Poem (1822)

## Influence
Dans le monde littéraire, Charlotte Dacre est restée dans une quasi-obscurité pendant près de deux siècles. Pourtant, son travail était admiré par certains des géants littéraires de son époque et ses romans ont influencé Percy Bysshe Shelley, qui tenait beaucoup à son style et à ses compétences créatives. On pense qu'elle est l'une des nombreuses cibles du poème satirique English Bards and Scotch Reviewers de Lord Byron, mentionné dans les lignes :[1]
Far be't from me unkindly to upbraid
The lovely Rosa's prose in masquerade,
Whose strains, the faithful echoes of her mind,
Leave wondering comprehension far behind.